# Lalobidius dibii
Lalobidius dibii är en insektsart som beskrevs av Van Stalle 1985. Lalobidius dibii ingår i släktet Lalobidius och familjen kilstritar. Inga underarter finns listade i Catalogue of Life.